# Вардарски регион
Вардарски регион (на македонска литературна норма: Вардарски Регион) е един от осемте статистически райони на Северна Македония. Вардар, разположен в централната част на Северна Македония, граничи с Гърция на юг. Вътрешно тя граничи с Пелагония, Югозападен регион, Скопие, Югоизточен регион и Източен регион. Статистическият регион на Вардар е кръстен на река Вардар, която минава през региона.

## Общини
Статистическият регион на Вардар е разделен на 11 общини:
| Общините от региона                                                                              | Карта |
| ------------------------------------------------------------------------------------------------ | ----- |
| - Чашка - Демир Капия - Градско - Кавадарци - Лозово - Неготино - Росоман - Свети Никола - Велес |       |

## География
Статистическият регион на Вардар е разполовен от река Вардар и е ограничен на юг от Гърция. Районът е по-равен от по-голямата част от останалата част на страната.

## Демография
Карта на най-големите етнически групи в региона

### Население
Настоящото население на статистическия регион на Вардар е 154 535 граждани, според последното преброяване на населението през 2002 г., което го прави най-малко населен от осемте статистически региона.
| Година на преброяването | Население | Промяна     |
| ----------------------- | --------- | ----------- |
| 1994 г.                 | 130 793   | Неприложимо |
| 2002 г.                 | 154 535   | + 18,2%     |

### Етноси
Най-голямата етническа група в региона са македонците.
|           | Брой    | %    |
| ОБЩА СУМА | 154 535 | 100  |
| Македонци | 137 520 | 89,0 |
| Албанци   | 5,127   | 3.3  |
| Турци     | 3 026   | 2.0  |
| Бошняци   | 2,871   | 1.9  |
| Сърби     | 1,386   | 0.9  |
| Роми      | 1,259   | 0.8  |
| други     | 3,346   | 2.2  |